# أليس داي
أليس داي (بالإنجليزية: Alice Day)‏ هي ممثلة أمريكية، ولدت في 7 نوفمبر 1905 بكولورادو سبرينغس في الولايات المتحدة، وتوفيت في 25 مايو 1995 في الولايات المتحدة بسبب مرض.

## وصلات خارجية
- أليس داي على موقع IMDb (الإنجليزية)
- أليس داي على موقع ديسكوغز (الإنجليزية)
- أليس داي على موقع قاعدة بيانات الفيلم (الإنجليزية)